# Teufelsgrundbach (Selke)
Der Teufelsgrundbach, auch Teufelsbach, ist ein Nebenfluss der Selke im Unterharz in Sachsen-Anhalt. Das von diesem Bach durchgeflossene Tal ist der Teufelsgrund.

## Beschreibung
Der Teufelsgrundbach entspringt etwas westlich vom Quellgebiet der Leine und des Schiebecksbachs. Dabei stellt die Bundesstraße 242 auf dem Stadtgebiet von Harzgerode die Wasserscheide dar. Weiteres Wasser wird aus mehreren Kunstgräben und natürlichen Quellen vor dem Teufelsteich, der den Teufelsgrundbach aufstaut und durch weitere Quelle gespeist wird, zugeführt. Der Bachlauf wird im weiteren Flussverlauf durch ein Dreieckswehr reguliert. Nach etwa zwei Drittel der Bachlänge wird der Teufelsgrundbach erneut aufgestaut, diesmal durch den Fürstenteich. Danach windet der Bach sich noch einige hundert Meter durch eine Wiesenlandschaft mit Baumbestand. Der Teufelsgrundbach mündet bei Silberhütte rechtsseitig in die Selke. Bis 1955 wurde kurz zuvor noch der, dann zugeschüttete, Silberhütter Pochwerksteich aufgestaut.
Die Kunstgräben im Teufelsgrund waren noch bis Ende der 1920er Jahre fast vollständig erhalten geblieben und lassen sich größtenteils bis heute bis zum Teufelsbach verfolgen.
Am Teufelsgrundbach wurden Anfang des 20. Jahrhunderts Salamander nachgewiesen.